# Doliocarpus gracilis
Doliocarpus gracilis är en tvåhjärtbladig växtart som beskrevs av Kubitzki. Doliocarpus gracilis ingår i släktet Doliocarpus och familjen Dilleniaceae. Inga underarter finns listade i Catalogue of Life.